# استفانو کاروبی
استفانو کاروبی (انگلیسی: Stefano Carobbi؛ زادهٔ ۱۶ ژانویهٔ ۱۹۶۴) بازیکن فوتبال اهل ایتالیا است.
از باشگاه‌هایی که در آن بازی کرده‌است می‌توان به باشگاه فوتبال آ.ث. میلان، باشگاه فوتبال فیورنتینا، و باشگاه فوتبال لچه اشاره کرد.
وی همچنین در تیم ملی فوتبال زیر ۲۱ سال ایتالیا بازی کرده‌است.